# Unix System Laboratories

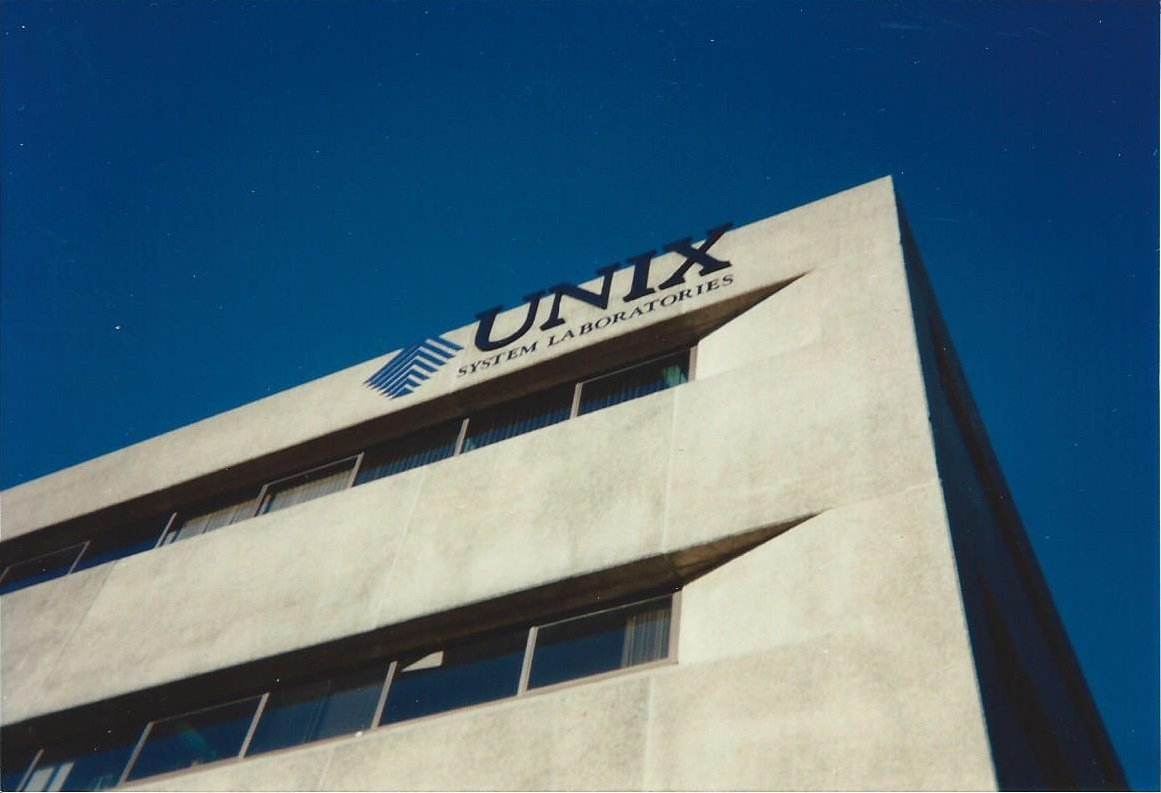
O logotipo do Unix System Laboratories no topo do prédio da sede em Summit, Nova Jersey.

Unix System Laboratories ou USL foi originalmente organizado como parte de Bell Labs em 1989. O USL se juntou com a UNIX Software Operation, também uma divisão dos laboratórios Bell, em 1990. Ele assumiu a responsabilidade pelo desenvolvimento do Unix e as atividade de licenciamento. Então ele se tornou uma subsidiária integral em separado, formada, proprietária, e operada pela Corporação Americana de Telefonia e Telegrafo, a empresa companhia-mãe do Bell Labs.
Em 1992 a Novell comprou a USL e todas as propriedades do Unix, incluindo todos direitos autorais, marca registrada e contratos de licenciamento.
O Unix System Laboratories foi o pleiteador na processo judicial USL v. BSDi iniciado em 1992 contra a corporação Berkeley Software Design, e os Regentes da Universidade da Califórnia sobre propriedade intelectual relacionado ao Unix. USL pediu em corte por uma preliminar mandado (judicial) que barrou a BSDi e o Berkeley UC a distribuir o software NET-2 até que o caso estive concluído. USL v. BSDi teve um convenir extra oficial em 1993 após o juiz expressar duvidas sobre a validade da propriedade intelectual da USL.